# Hendrixov most
Hendrixov most, poznat i kao Zeleni most ili Novi željeznički most, dvokolosiječni je željeznički most preko Save u Zagrebu, stariji od dva željeznička savska mosta. Izgrađen je između 1936. i 1939. godine kako bi se željeznicom povezale Rijeka i Budimpešta. Projektanti mosta bili su Boris Valujev i Teofim Čerevkov.
Most je 2011. preventivno uvršten među zaštićena kulturna dobra Zagreba.

## Ime
Prije, do izgradnje drugog mosta 1968. godine, most otvoren 1939. godine jednostavno se zvao Željeznički most ili, po svojoj prepoznatljivoj boji, Zeleni željeznički most. Prije nekoliko desetljeća na mostu se pojavio grafit »HENDRIX«, očito u spomen na gitarista i rock glazbenika Jimija Hendrixa, koji je umro 1970. godine. Veliki, dobro vidljivi natpis ponovno je grafitiran nakon svakog uklanjanja. Ubrzo je u narodu dobio naziv Hendrixov most, čak i među ljudima koji nikada nisu čuli za tog glazbenika.
Hrvatske željeznice podržale su inicijativu da se most i službeno preimenuje u Hendrixov most, uputivši prijedlog za preimenovanje Državnom uredu za upravljanje državnom imovinom.
Kako bi se obilježila 50. obljetnica Hendrixova prvog albuma 2017. godine, u most je od ožujka do lipnja ugrađena dekorativna rasvjeta od 822 svjetiljke (18 kW) u suradnji s Gradskim zavodom za zaštitu spomenika kulture i prirode. Prolaskom vlaka tako se na mostu pali višebojno osvjetljenje, dok je u međuvremenu most osvjetljen neutralno bijelom bojom. Cijena uređenja bila je 5,5 milijuna kuna s PDV-om.

## Opis
Dvokolosiječni most dug je između upornjaka 306,04 m. Ima četiri otvora s rasponima od 57,50 + 135,54 + 58,00 + 55,00 m.
Središnji otvor presijeca ukrućeni, savijajući luk od šipke s punom stijenkom. Njegov raspon od 135,54 m bio je najveći ovog konstrukcijskog sustava za željezničke mostove u vrijeme njegovog otvaranja.
Glavne grede imaju razmak od 9,60 m. Koritasti most projektiran je kao kontinuirana greda preko pet oslonaca sa spojem u jednom krajnjem otvoru. Uzdužne grede visoke su iznad središnjeg otvora 3,50 m i iznad bočnih otvora 3,00 m.
Glavne grede izrađene od KID čelika 52 učvršćene su zakovicama. Vjetarske i poprečne ukruće, kao i ovjesne šipke i kolnik izrađeni su od St 37 i zavareni. Time je most postao jednim od prvih velikih zavarenih mostova. Čelik je proizvodilo kranjsko industrijsko poduzeće Jesenice-Fužine (KID).

## Povijest

### Pozadina
U 1860-ima željeznička veza izgrađena je u nekoliko dionica u Austro-Ugarskoj kako bi se prilagodila brzo rastućem prometu robe između jadranske luke Rijeke i mađarske prijestolnice Budimpešte. Trase su projektirane i postavljene tako da željeznička pruga ima sve elemente preferirane glavne veze, s dva kolosijeka u završnoj fazi i maksimalnom dopuštenom brzinom od 100 km/h. U pretežno ravnom dijelu Panonske nizine, između Budimpešte preko Zagreba do Karlovca, mostovne konstrukcije morale su se graditi preko dviju velikih rijeka – Drave i Save – tako da su se u to vrijeme (kada su se za izgradnju željezničkih mostova mogli koristiti samo kovani željezni dijelovi) pred građevinske inženjere i tehničare postavljali visoki zahtjevi. Oba mosta su projektirana samo za jedan kolosijek i izgrađena su kao rešetkaste konstrukcije. Iz ekonomskih i financijskih razloga, izgradnja drugog kolosijeka prije Prvog svjetskog rata nije se dogodila, jer prijevoz robe i putnika željeznicom nije mogao postići željeni obujam.
Političke promjene nakon završetka rata, osnivanjem Kraljevine Srba, Hrvata i Slovenaca (kasnije Jugoslavije) i talijanskom aneksijom lučkog grada Rijeke, dovele su do značajnih promjena u protoku robe u i iz Mađarske. S jedne strane, Italija je uvela posebne koncesije za luku Trst, dok je s druge strane Njemačka pokušala povećati prijevoz robe za Mađarsku preko luka Hamburg i Bremen.
Tek je gospodarski uspon u svijetu 1930-ih pogodovao odluci da se krene s postupnim širenjem željezničke veze između Budimpešte i Rijeke. Prema okvirnom planu, ne samo da se trebao postaviti drugi kolosijek, već i obnoviti dva velika mosta preko Drave i Save te izgraditi novu željezničku prugu u planinskom području između Ogulina i Rijeke, što niže s malim nagibima, a to se moglo postići samo izgradnjom dugih tunela.

### Priprema i planiranje
Ministarstvo prometa Jugoslavije, u konzultaciji s direkcijom željeznica u Zagrebu, odlučilo je u prvoj fazi izgradnje zamijeniti postojeći most preko Save kod Zagreba novim, dvokolosiječnim mostom, postaviti drugi kolosijek na dionici između Zagreba i Karlovca te elektrificirati prugu.
Pripreme za izgradnju novog mosta preko Save započele su 1932./33. godine objavom međunarodnog natječaja. Ograničen broj građevinskih tvrtki s dokazanim iskustvom u izgradnji mostova pozvan je da do roka dostave svoje nacrte i ponude za mostove. Vodovodna uprava zahtijevala je da se izgradnja mosta preko rijeke Save dovrši u duljini od otprilike 135 m bez međuoslonaca. Žiri je za dodjelu ugovora preporučio dizajn ponuditelja „Tvornica vagona, strojeva i mostova” iz Slavonskog Broda, koji je osvojio drugu nagradu (prva nagrada nije dodijeljena).
Ipak, nagrađeni prijedlog jednoglasno su odbili i Ministarstvo prometa i Glavna direkcija jugoslavenskih željeznica u Beogradu, kao i Direkcija željeznica u Zagrebu. Umjesto toga, Ministarstvo prometa i Glavna ravnateljica u Beogradu naložili su Ravnateljstvu željeznica u Zagrebu da pripremi vlastiti nacrt i dostavi im ga na odlučivanje. Ravnatelj Željezničke direkcije u Zagrebu Schneller zamolio je Adolfa Wantura, iskusnijeg graditelja mostova u direkciji, da preuzme zadatak i podnese vlastiti prijedlog. S tim zadatkom, Wantur je posjetio Otta Eiselina s Tehničkog sveučilišta u Gdanjsku, koji je istraživao nosivost cijelog presjeka mostovne konstrukcije; Fischera iz Gutehoffnungshüttea u Oberhausenu, s kojim je izgradio dva nova željeznička mosta širokog raspona s elastičnim lukovima od 45 i 55 m u Mühlhausenu/Ruhru; i Mirka Roša s ETH Zürich i EMPA u Zürichu. Bio je u stalnoj razmjeni ideja s Rajkom Kuševićem s Tehničkog fakulteta, Građevinskog odsjeka u Zagrebu. Rezultat je bio izvanredan i novi prijedlog Adolfa Wantura za izgradnju mosta: konstrukcija kontinuiranog nosača preko 4 raspona s elastičnim lukovima, najvećeg raspona od 135  m, pri čemu elastični luk prenosi opterećenje vođeno prema vertikalnim čeličnim nosačima (visećim šipkama) na bočne stupove mosta. Prijedlog su početkom 1936. potpisali Wantur kao autor i zamjenik direktora Tercek, a odobrio ga je generalni direktor Schneller u Zagrebu, kao i odbori Glavne direkcije Jugoslavenskih željeznica i Ministarstva prometa u Beogradu.

### Izvedba
Za izgradnju cjelokupnog projekta mosta zadužena je „Tvornica vagona, strojeva i mostova” i tvornica čeličnih konstrukcija „Splošna stavbena družba” u Mariboru. Čeličana u Jesenicama dobila je narudžbu za proizvodnju i opskrbu visokokvalitetnim KID čelikom (ekvivalentnim St. 52 u Njemačkoj). Radovi su započeli odmah, prema zajednički dogovorenom planu koordinacije i rasporeda.
Adolf Wantur iz Direkcije željeznica Zagreb bio je odgovoran za cjelokupni nadzor građevinskih radova, uključujući poštivanje koordinacije i rokova od početka radova do primopredaje mosta; cjelokupni pregled procesa izgradnje bio je odgovornost E. Kricka, voditelja odjela za izgradnju mostova u Ministarstvu prometa u Beogradu.
Projektni izračuni, izvedbeni planovi i čelične komponente mosta pripremljeni su i izgrađeni u tvornicama u Slavonskom Brodu i Mariboru pod vodstvom Valujeva i Milosavljevića. Svi pojedinačni čelični dijelovi glavne konstrukcije mosta bili su spojeni zakovicama (čelik St 44). Viseće šipke te učvršćenja otporna na vjetar i poprečna ojačanja bili su zavareni. Rajko Kušević sa Sveučilišta u Zagrebu i Mirko Roš s ETH-a i EMPA-e u Zürichu konzultirali su izvedbu mosta.
Zaštitni premaz cijele čelične konstrukcije mosta na površini od oko 10 000 m2 izvela je tvrtka Weber i Miljević iz Zagreba u skladu sa strogim švicarskim propisima.
Nakon prijedloga i temeljitog testiranja EMPA-e, za nosače i upornjake mosta odabran je granit.
Nakon završetka svih radova na mostu, u jesen 1939. provedena su probna opterećenja mostovne konstrukcije sa 6 pari teških parnih lokomotiva. Svi rezultati mjerenja bili su zadovoljavajući, unutar dopuštenih raspona.

### Puštanje u promet
Most je svečano otvoren za promet 3. prosinca 1939. uz sudjelovanje bana Ivana Šubašića, E. Kricka kao predstavnika ministra prometa, B. Tošića kao predstavnika generalnog direktora Jugoslavenskih državnih željeznica, zamjenika direktora Terčeka i Wantura, referenta za izgradnju mosta Željezničke direkcije Zagreb, kao i drugih sudionika iz javnog života.

## Obnove
Most je prvi puta obnavljan od 1956. do 1958. godine od oštećenja zadobivenih tijekom Drugog svjetskog rata prema projektu Projektnog biroa Jugoslavenskih željeznica u Zagrebu. Most je zatim saniran 1961. godine zbog pukotina i neispravno zavarenih spojeva, pri čemu se most dodatno ojačao.
Posljednja znatna obnova pokrenuta je u ožujku 2013. i dovršena 2015. godine, u vrijednosti od 38,5 milijuna kuna. Obnovom prema projektu Metal-Projekta d.o.o. pod voditeljem Borisom Vranješom. Nosivost mosta tom je prilikom povećana na 22,5 tona, a maksimalna brzina na 80 km/h.